# Черёмушкин, Василий Павлович
Василий Павлович Черёмушкин (род. 3 октября 1942, Куйбышев) — российский политический деятель, депутат Государственной думы третьего созыва и Государственной думы четвёртого созыва

## Биография
В 1970 окончил Куйбышевский авиационный институт им. С. П. Королева.

### Депутат госдумы
19 декабря 1999 был избран депутатом Государственной Думы РФ третьего созыва. Вошёл в депутатскую фракцию «Единство». С 28 января 2000 — член Комитета Государственной Думы по экономической политике и предпринимательству.
2003—2007 гг. — Депутат Государственной Думы Федерального Собрания Российской Федерации IV созыва.